# Edwin Ong Wee Kee
Edwin Ong Wee Kee (sinh năm 1974 tại Sibu, Malaysia) là một bác sĩ y học cổ truyền Trung Hoa người Malaysia, và là một nhà nhiếp ảnh nghiệp dư. Edwin Ong trở nên nổi tiếng khi là người Malaysia đầu tiên giành được giải thưởng lớn của Giải thưởng Nhiếp ảnh Quốc tế Hamdan lần thứ 8, viết tắt tiếng Anh là HIPA (Hamdan International Photography Award). HIPA là giải thưởng thành lập vào năm 2011 do thái tử Dubai là Hamdan bin Mohammed Al Maktoum bảo trợ và là giải thưởng tiền tệ lớn nhất trong số các giải thưởng nhiếp ảnh.
Edwin Ong hành nghề toàn thời gian là một bác sĩ y học cổ truyền Trung Hoa. Ong có sở thích chụp ảnh, và nổi lên từ năm 2010, khi bắt đầu tham gia nhiều cuộc thi nhiếp ảnh được tổ chức trong nước và quốc tế. Từ năm 2018 Edwin Ong là thành viên của Hiệp hội nhiếp ảnh Sibu mà ông từng giữ chức phó chủ tịch , đồng thời là chủ sở hữu của MPSA (Master of Photographic Society of America).
Năm 2019 Edwin Ong trở thành người Malaysia đầu tiên giành được giải thưởng lớn của Giải thưởng Nhiếp ảnh Quốc tế Hamdan lần thứ 8 cho bức ảnh có tên Mother's Hope (Hy vọng của Mẹ).

## Bức ảnh "Hy vọng" gây tranh cãi
Bức ảnh "Hy vọng của Mẹ" được Edwin Ong nói là "chụp người H'mông ở Việt Nam". Tuy nhiên phương tiện truyền thông sau đó báo cáo rằng bức ảnh chiến thắng đã được dàn dựng và nhiều nhiếp ảnh gia tức giận.
Đương nhiên Edwin Ong bác bỏ lời buộc tội và nói rằng bức ảnh được chụp một cách tự nhiên , dẫu rằng ảnh chụp toàn cảnh lúc dàn dựng chụp được đưa ra với một nhóm người chụp ảnh đồng hương của Ong.
Bức ảnh được nói là "chụp người H'mông" nhưng khuôn mặt và trang phục chủ yếu là hàng dệt công nghiệp và được in hoa, hoàn toàn xa lạ với khuôn mặt điển hình và trang phục thổ cẩm của người H'mông truyền thống ở bán đảo Đông Dương và nam Trung Hoa. Tuy nhiên Giải thưởng Nhiếp ảnh Quốc tế Hamdan là giải không xét lại và trao lại giải thưởng. Một số nhà nhiếp ảnh cũng không coi dàn dựng là phạm quy ở giải này.

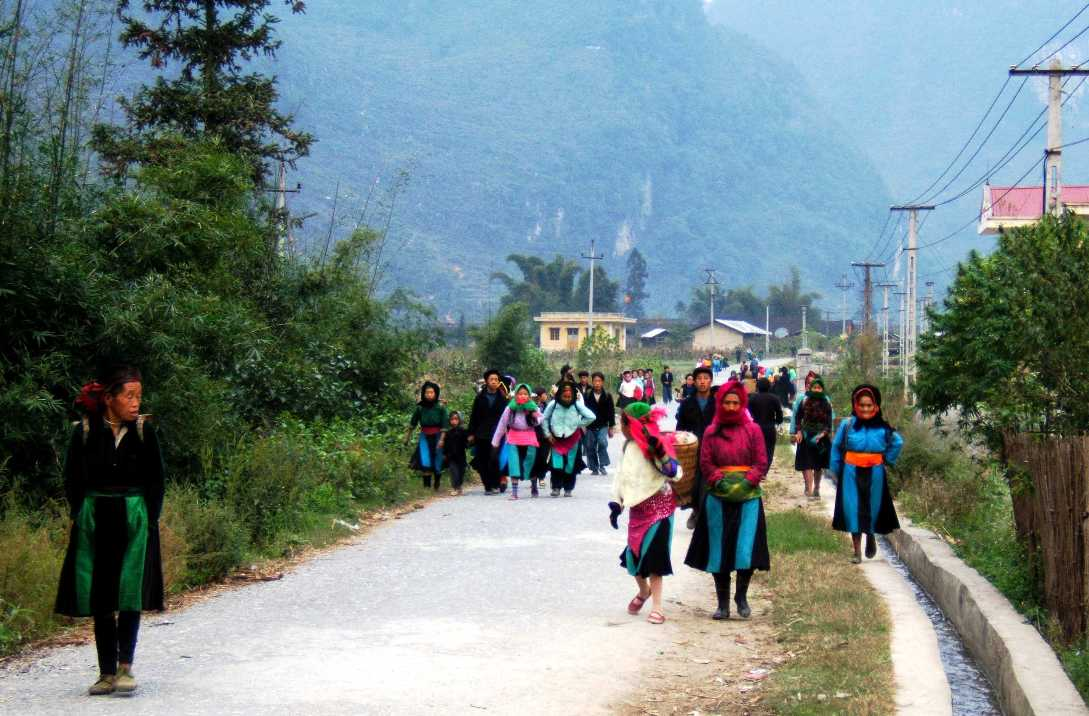
Đi chợ Phố Cáo, Hà Giang
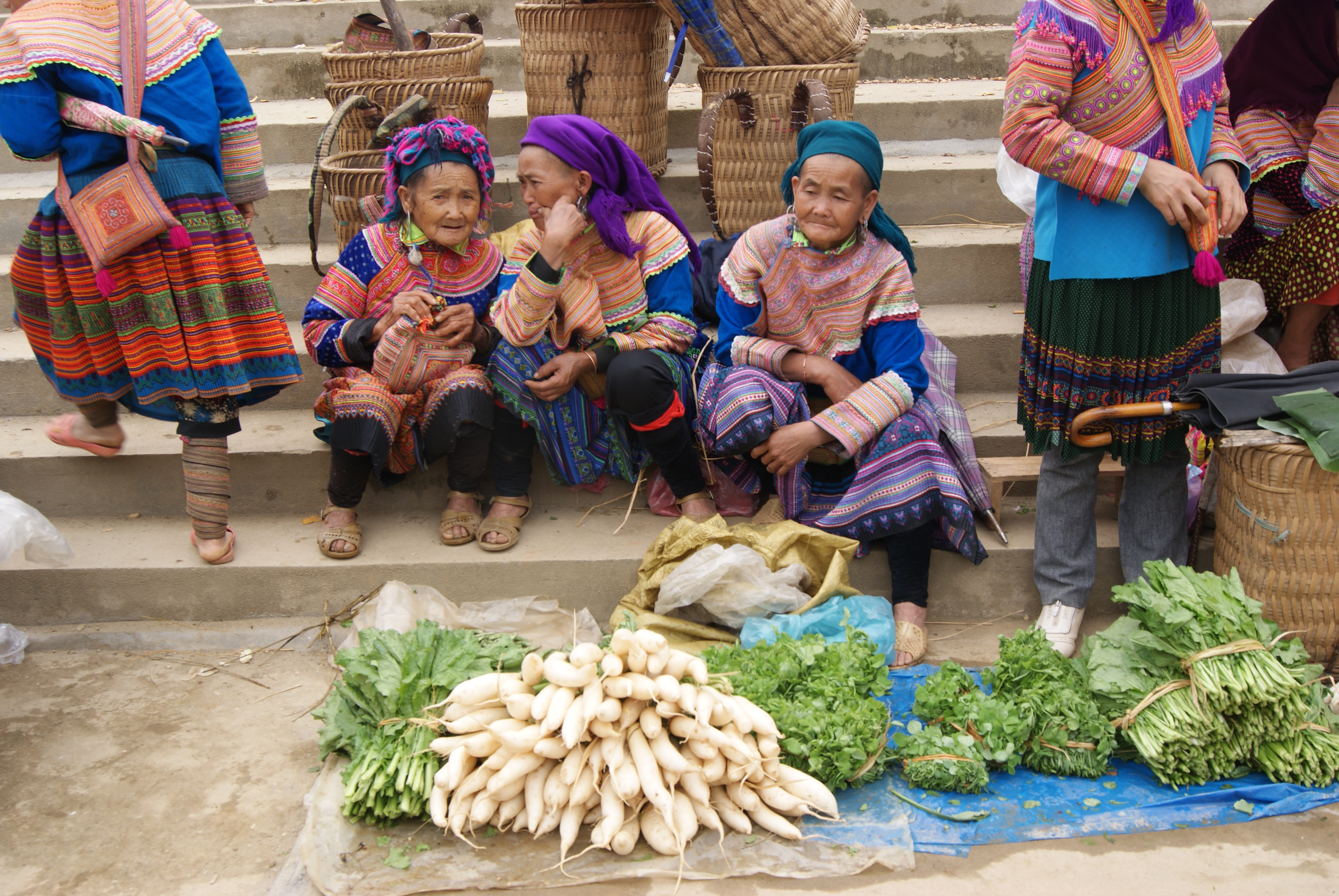
Chợ Bắc Hà, Lào Cai
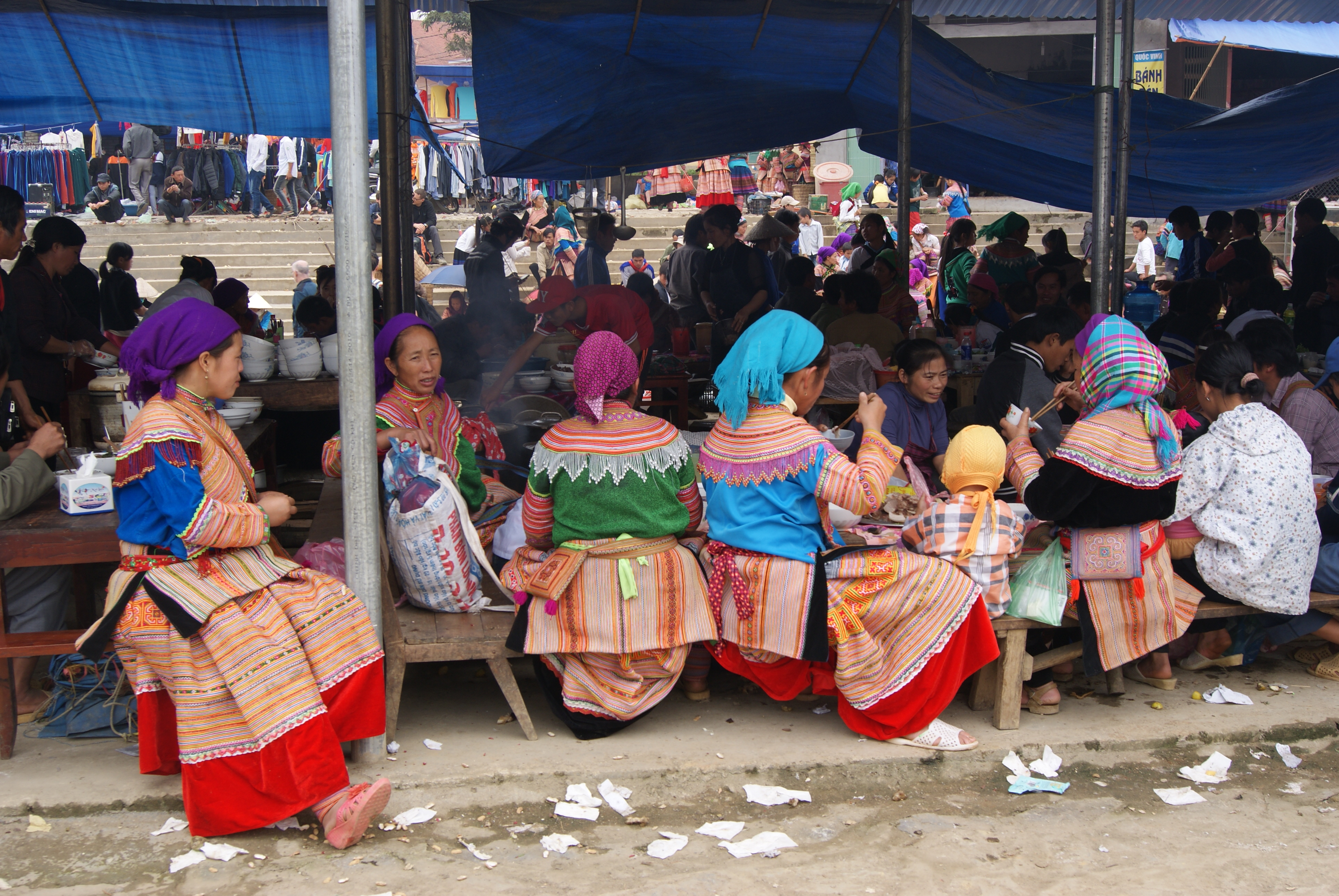
Chợ Bắc Hà, Lào Cai